# Estádio Nacional da Tundavala
Estádio Nacional da Tundavala je multifunkční stadion v Lubandě v Angole. Byl dokončen v roce 2010. Stadion byl používán pro fotbalové zápasy v soutěži Africký pohár národů 2010. Stadion má kapacitu pro 25 000 lidí.